# Gaita de bota riojana

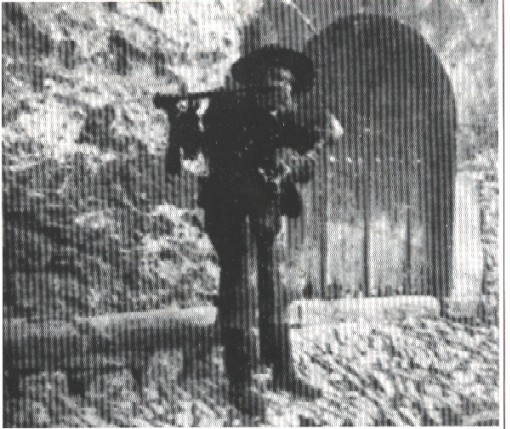
El tío Frescas, gaitero de Ventrosa (La Rioja), hacia 1920.

La gaita de bota riojana  es un tipo de cornamusa originaria de La Rioja y tocada   también en zonas limítrofes de Burgos, de Soria y de Álava (en euskera denominada xirolarru) con esta región. Algunas personas sostienen la hipótesis de que la llamada "gaita de saco" tocada en las provincias de Segovia y Ávila, sea  este instrumento por ser zonas de tradicional e intenso pastoreo trashumante a través de la Cañada Real Soriana Occidental, sin embargo no existen pruebas de ello.
Se trata de un instrumento musical de viento con dos tubos sonoros: el ronco, que está provisto de una lengüeta simple y emite una nota pedal, y el puntero o flauta, cuyo elemento sonoro es una doble lengüeta de caña y en el que se ejecutan las melodías; un odre de piel al que van conectados los tubos mencionados y un tubo de insuflación provisto de una válvula que impide el retroceso del aire.
En La Rioja, este instrumento recibe el nombre de bota o gaita de bota supuestamente para diferenciarla del oboe popular llamado gaita. Su uso, en épocas anteriores más extendido en otros valles, se redujo a la zona del Alto Najerilla y sierras de la Demanda y Urbión, hasta los años 1950 en que dejó de emplearse al desaparecer la danza tradicional a la que estaba ligada. Actualmente ha sido recuperada junto con las danzas tradicionales de algunos pueblos en los que era utilizada, como Ventrosa y Viniegra de Arriba. Su referencia más antigua aparece en el pueblo de Oyón (Álava), en la comarca de la Rioja Alavesa, a 6 km de Logroño. 
Está emparentada con las cornamusas del noroeste de la península ibérica. Su morfología es similar a la gaita gallega o a la gaita asturiana, es decir, con ciertas diferencias con respecto a las cornamusas de origen pirenaico o mediterráneo como la gaita de boto aragonesa, el sac de gemecs o la xeremía de las Baleares. La única particularidad de la gaita de bota puede ser la posesión de una gran potencia sonora.  
En ocasiones los dulzaineros fueron intérpretes de gaita de odre, llegando incluso a formar conjuntos instrumentales de dulzaina y bota y adaptando el repertorio tradicional para la interpretación conjunta de ambos instrumentos.
Actualmente se fabrican gaitas de bota en las afinaciones de do y si bemol.

## Videografía
- Gaita de bote

- Datos: Q5517374